# غشائية ملتهمة الكايتين
غشائية ملتهمة الكايتين (الاسم العلمي: Hymenobacter chitinivorans) هي نوع من البكتيريا، سلبية الغرام، تتبع جنس غشائية.